# Kreshnik Hajrizi
Kreshnik Hajrizi (* 28. Mai 1999 in Sierre) ist ein kosovarisch-schweizerischer Fussballspieler.

## Karriere

### Verein
Hajrizi begann seine Laufbahn beim FC Chippis und beim FC Saxon Sports, bevor er 2014 in die Jugend des BSC Young Boys wechselte. Im Mai 2017, am letzten Spieltag der Saison 2016/17, debütierte er für die zweite Mannschaft in der viertklassigen 1. Liga. Ab der folgenden Spielzeit 2017/18 wurde er in das feste Kader der Reserve befördert und kam bis Saisonende zu 22 Partien in der vierthöchsten Schweizer Spielklasse. 2018/19 absolvierte er erneut 22 Spiele in der 1. Liga und schoss dabei ein Tor. Im Sommer 2019 wechselte er zum Zweitligisten FC Chiasso. Am 20. Juli 2019, dem 1. Spieltag, gab er beim 0:1 gegen den FC Wil sein Profidebüt in der Challenge League, als er in der 74. Minute für Ivan Lurati eingewechselt wurde. Bei den Südtessinern avancierte er ebenfalls zum Stammspieler und kam in seiner Premierensaison beim FC Chiasso zu 26 Spielen in der Challenge League. In der Saison 2020/21 spielte er 29-mal in der zweiten Schweizer Liga, wobei er ein Tor erzielte. Chiasso stieg schlussendlich als Tabellenletzter in die drittklassige Promotion League ab. Im Sommer 2021 schloss er sich dem Erstligisten FC Lugano an.

### Nationalmannschaft
Hajrizi bestritt zwischen 2015 und 2016 zwölf Spiele für die Schweizer U-17-Auswahl, in denen er zweimal traf. Danach wechselte er den Verband und absolvierte von 2018 bis 2020 acht Spiele für die kosovarische U-21-Nationalmannschaft.

## Erfolge
FC Lugano
- Schweizer Cupsieger: 2022